# Kuala Terubu
Kuala Terubu is een bestuurslaag in het regentschap Aceh Barat Daya van de provincie Atjeh, Indonesië. Kuala Terubu telt 995 inwoners (volkstelling 2010).